# Edward Wood, 1:e earl av Halifax
Uppslagsordet ”Lord Halifax” leder hit. Se även: Earl av Halifax
Edward Frederick Lindley Wood, 1:e earl av Halifax, känd som lord Irwin 1925–1934 och som viscount Halifax 1934–1944, född 16 april 1881 på Powderham Castle i Devon, död 23 december 1959 på Garrowby Hall i Yorkshire, var en brittisk militär och politiker, utrikesminister 1938–1940 i Neville Chamberlains regering och under några månader 1940 även i Winston Churchills regering.

## Biografi
Edward Wood var son till Charles Lindley Wood, 2:e viscount Halifax. 
Han var först officer och avancerade till major vid ett dragonregemente, var 1910–1925 (konservativ) ledamot av underhuset, 1921–1922 understatssekreterare för kolonierna i Lloyd Georges ministär, oktober 1922–januari 1924 undervisningsminister (under Bonar Law och Stanley Baldwin) samt november 1924–oktober 1925 jordbruksminister i Baldwins andra ministär.
Wood utsågs till vicekung över Indien 31 oktober 1925, adlades kort därefter som baron Irwin och tillträdde sitt nya ämbete den 1 april 1926. Som minister gav han prov på administrativ duglighet och ansågs särskilt förfaren i jordbruksfrågor. Han var en man av djupt religiös läggning och skrev en biografi över John Keble (i serien "Leaders of the church").
Under hans tid som vicekung i Indien genomförde Simonkommissionen sitt arbete. Han hade då i uppdrag att söka förbereda marken för en framtida status av dominion för Indien, men han misslyckades med att få indiska politiska organisationer att samarbeta med kommissionen. Försöken att stävja Mahatma Gandhis kampanjer i civil olydnad misslyckades och han tvingades förhandla med den fängslade Gandhi, vilket ledde fram till Gandhi-Irwin-pakten.
Under 1930-talet hade Edward Wood flera ministerposter i den brittiska regeringen och var utrikesminister 1938–1940. Han sågs som en tänkbar premiärministerkandidat efter Neville Chamberlain – vars appeasementpolitik han stött – i maj 1940, men Winston Churchill utsågs. Att Wood inte hade säte i underhuset betraktades som ett problem. Han fortsatte som utrikesminister under Churchill, men sändes senare under året som ambassadör till Washington, en post han upprätthöll till 1946.